# Charlottendal, Gröndal

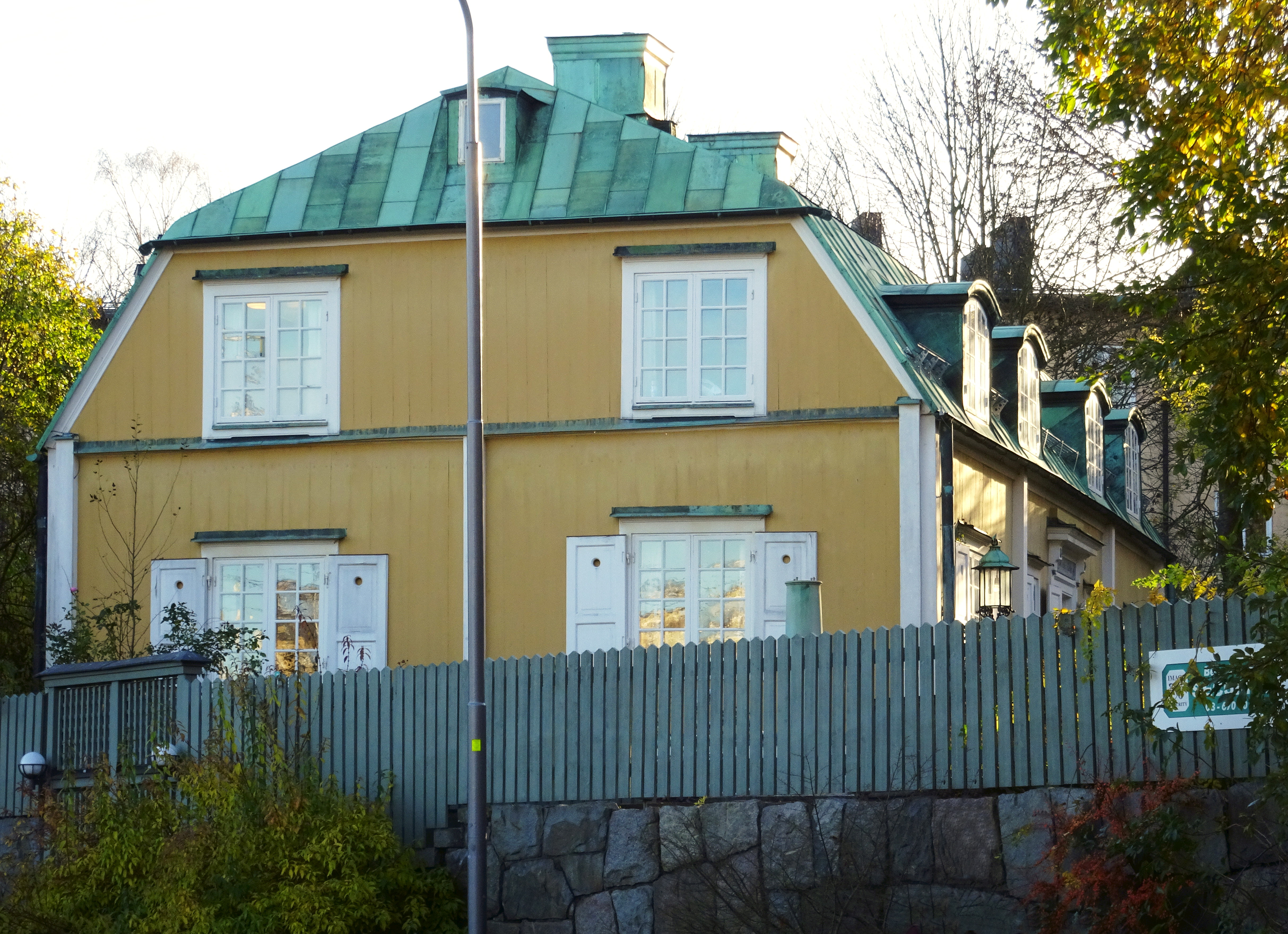
Charlottendals huvudbyggnad, 2020.

Charlottendal är ett gammalt torp och sedermera sommarnöje från 1780-talet vid Gröndalsvägen 9-11 i stadsdelen Gröndal i Stockholm. Här finns idag några byggnader som är blåmärkta av Stadsmuseet i Stockholm, vilket innebär att de bedöms ha "synnerligen höga kulturhistoriska värden".

## Beskrivning

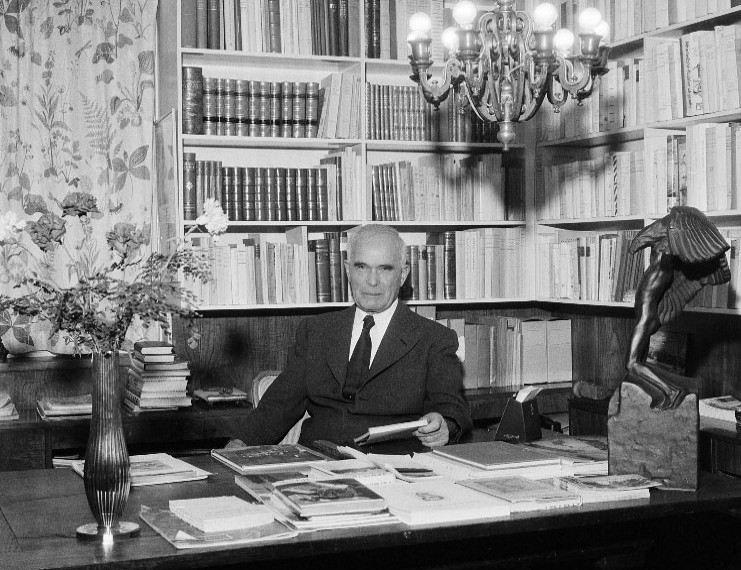
Olle Engkvist på Charlottendal 1957.

Charlottendal var en av flera mindre gårdar och torp som 1779 avsöndrades från Hägerstens gård och omvandlades till små herrgårdsliknande sommarnöjen. Bland dem fanns även Lövholmen, Nynäs, Blommensberg, Stora Fågelsången och Ekensberg. Fastigheten är blåmärkt av Stadsmuseet i Stockholm. 
Gårdarna Charlottendal och Stora Fågelsången ligger fortfarande kvar på sin ursprungliga plats.
Torpet "Charlottendal" hette under Hägerstens gårds tid "Ludikulla" och var tidvis en krog. Det köptes på 1780-talet av kryddkramhandlare Anders Keysner och fick namnet Charlottendal efter hans maka. Den timrade huvudbyggnad med brutet tak, som han lät uppföra, finns fortfarande kvar vid infarten till Gröndal från Liljeholmen. 
Från 1916 ägdes fastigheten av Stockholms stad och förföll successivt. Malmgården förvärvades i mitten av 1940-talet av storbyggmästaren Olle Engkvist som lät rusta upp Charlottendal efter ritningar av arkitekterna Backström & Reinius. Olle Engkvist bodde med sin hustru Signhild på Charlottendal från 1947 till strax före sin bortgång 1969. I trädgården placerade Engkvist skulpturer av Stig Blomberg och Carl Milles, bland annat en kopia av Milles Två vildsvin. De Två vildsvinen såldes 2019 av Olle Engkvist stiftelse på Bukowskis auktion för 4,2 miljoner SEK. 
Olle Engkvist hade inte långt att  gå till sina byggplatser i Gröndal, bland annat de omtalade Terrasshusen och Stjärnhusen, även de ritade av Backström & Reinius. 2020 såldes Charlottendal till några Gröndalsbor och några från Södermalm.

## Bildgalleri

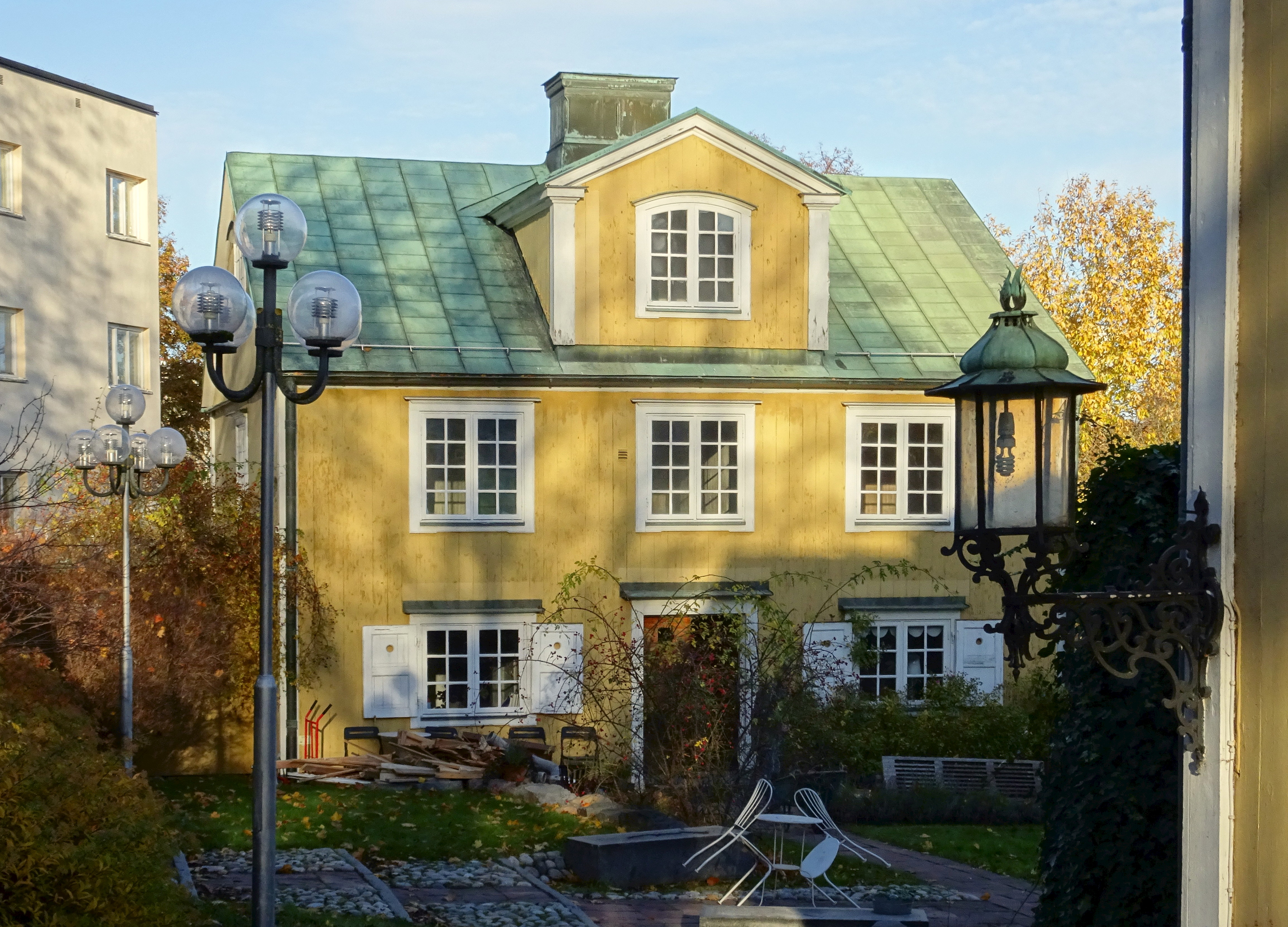
Flygelbyggnad
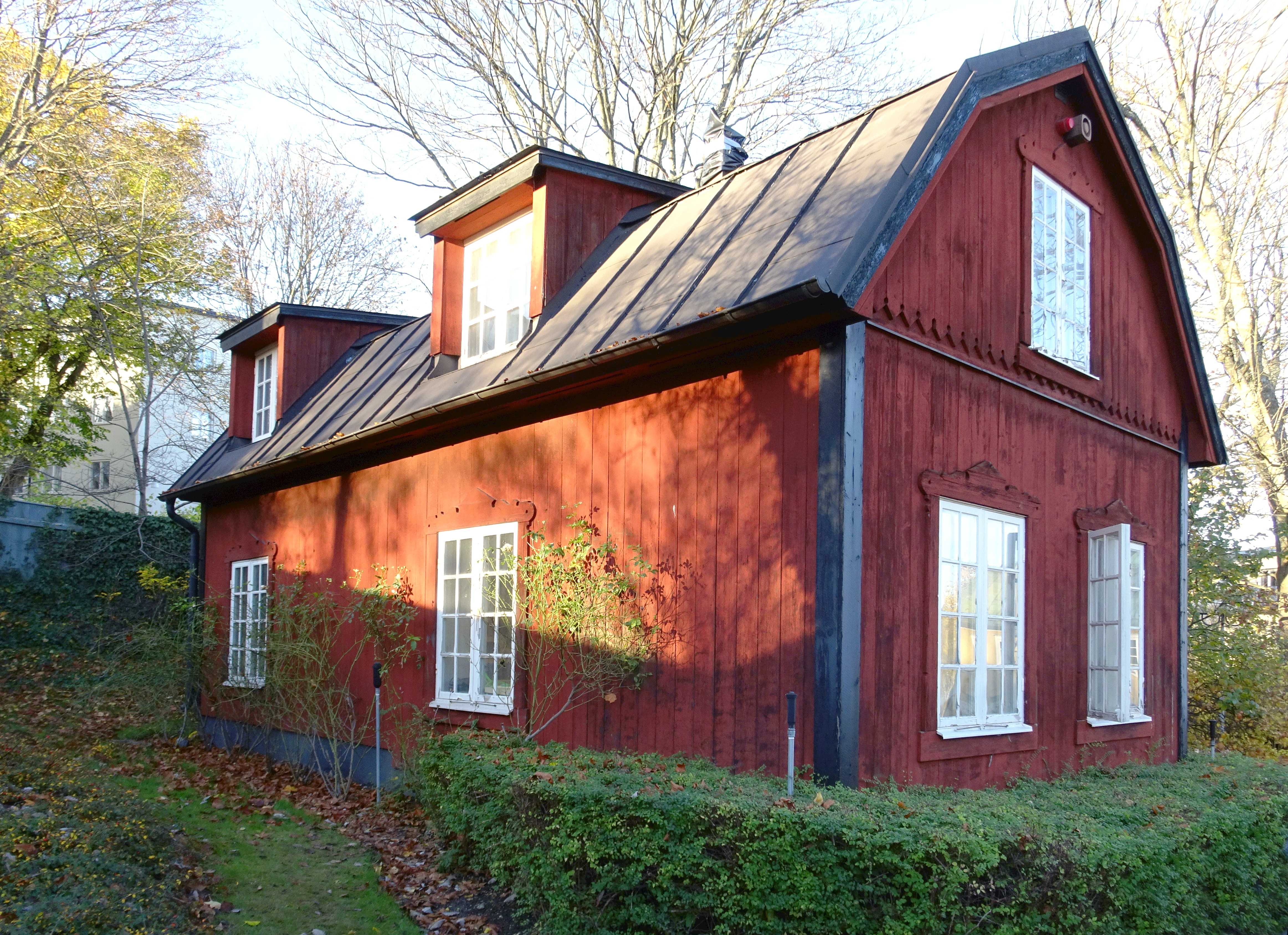
Flygelbyggnad
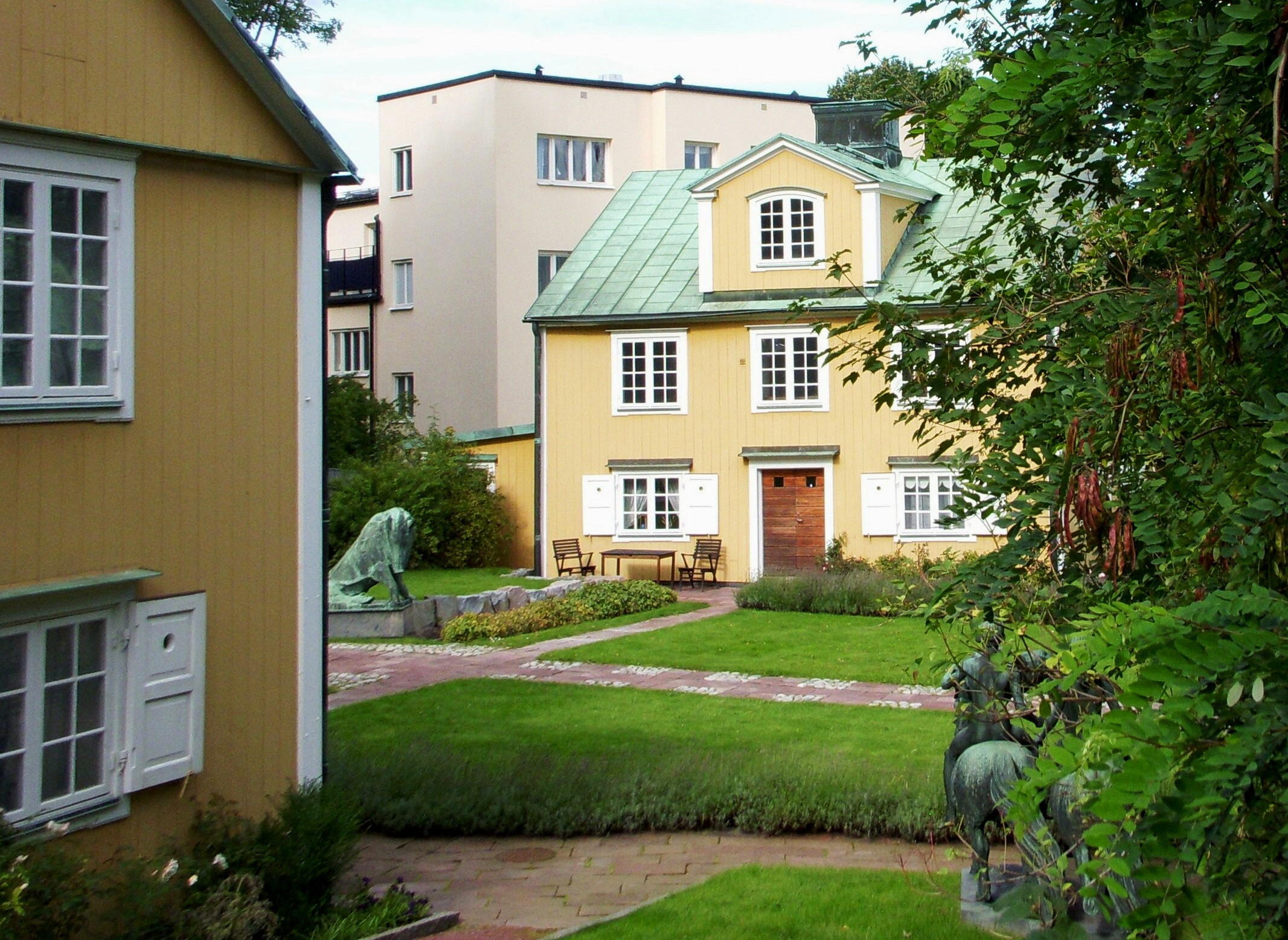
Charlottendal, trädgården
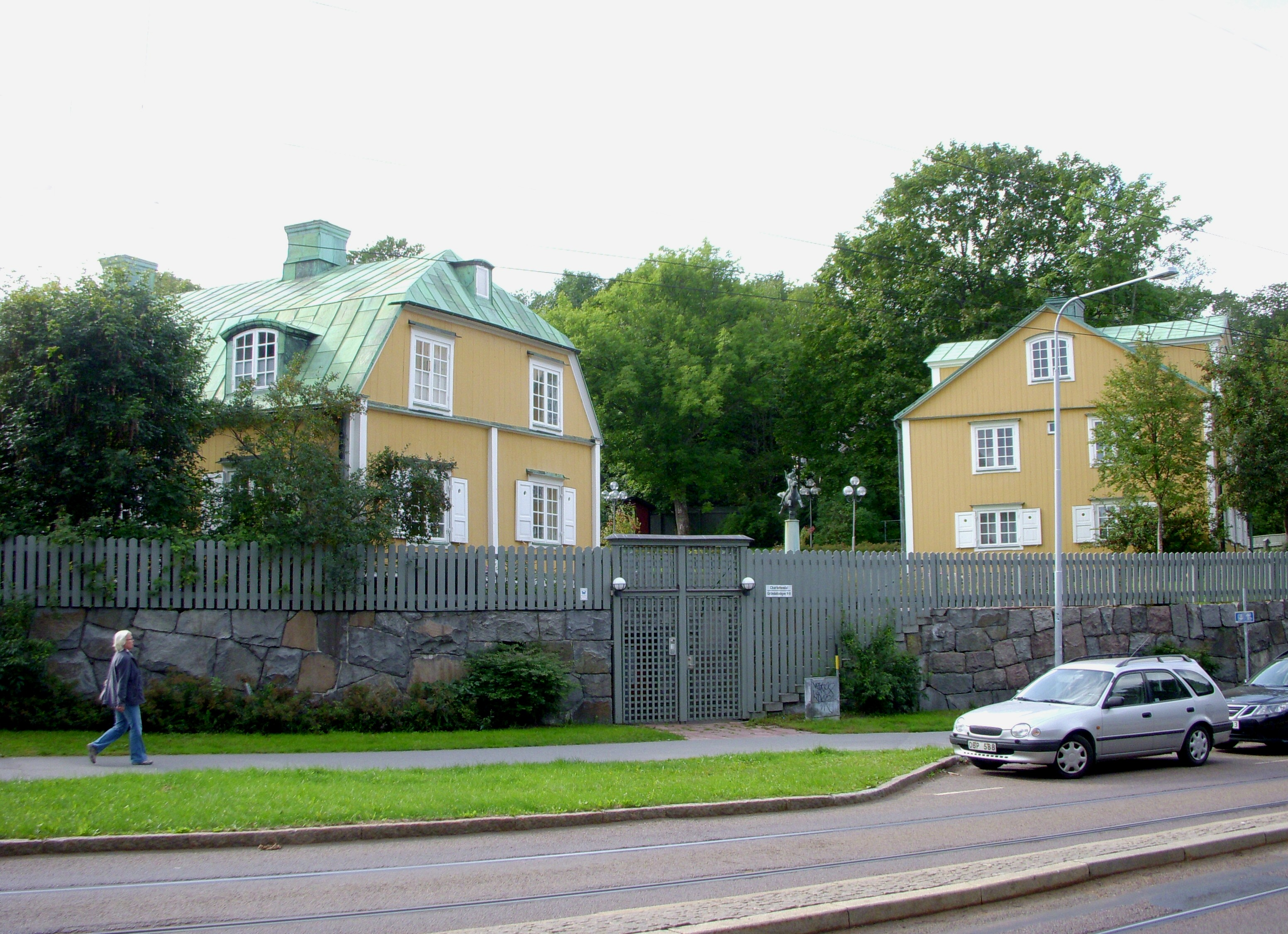
Charlottendal från Gröndalsvägen